# Educated Fools
Educated Fools è il primo Album studio dei Marley Boyz, pubblicato il 20 maggio 2003. È stato pubblicato nei formati CD e LP.

## Tracce
1. Educated Fools (feat. Bounty Killer) – 5:11
2. Love Haffi Request (feat. Buju Banton) – 4:12
3. No Time to Grudge (feat. Determine) – 3:49
4. Put on da Pressure (feat. Laza / Mr.Mojo) – 3:46
5. No Pardon (feat. Bounty Killer) – 4:52
6. Love Can Save the Human Race (feat. Yami Bolo) – 3:33
7. Have to Be Strong (feat. El Pancho) – 3:09
8. Yuh Nah Hear (feat. Capleton) – 3:35
9. Babylon Agwaan So (feat. Daddigon) – 3:31
10. Set It Off (feat. Spragga Benz / Ky-Mani Marley) – 3:26
11. You in Trouble (feat. Sli) – 3:32
12. Instrumental – 3:47